# Maria Ugolkova
Maria Ugolkova –en ruso, Мария Уголькова, Mariya Ugolkova– (Moscú, 18 de julio de 1989) es una deportista suiza que compite en natación.
Ganó una medalla de bronce en el Campeonato Europeo de Natación de 2018 y dos medallas de plata en el Campeonato Europeo de Natación en Piscina Corta, en los años 2019 y 2021.

## Palmarés internacional
| Campeonato Europeo                  | Campeonato Europeo    | Campeonato Europeo | Campeonato Europeo |
| Año                                 | Lugar                 | Medalla            | Prueba             |
| ----------------------------------- | --------------------- | ------------------ | ------------------ |
| 2018                                | Glasgow (Reino Unido) | Medalla de bronce  | 200 m estilos      |
| Campeonato Europeo en Piscina Corta |                       |                    |                    |
| Año                                 | Lugar                 | Medalla            | Prueba             |
| 2019                                | Glasgow (Reino Unido) | Medalla de plata   | 200 m estilos      |
| 2021                                | Kazán (Rusia)         | Medalla de plata   | 200 m estilos      |